# China Airlines

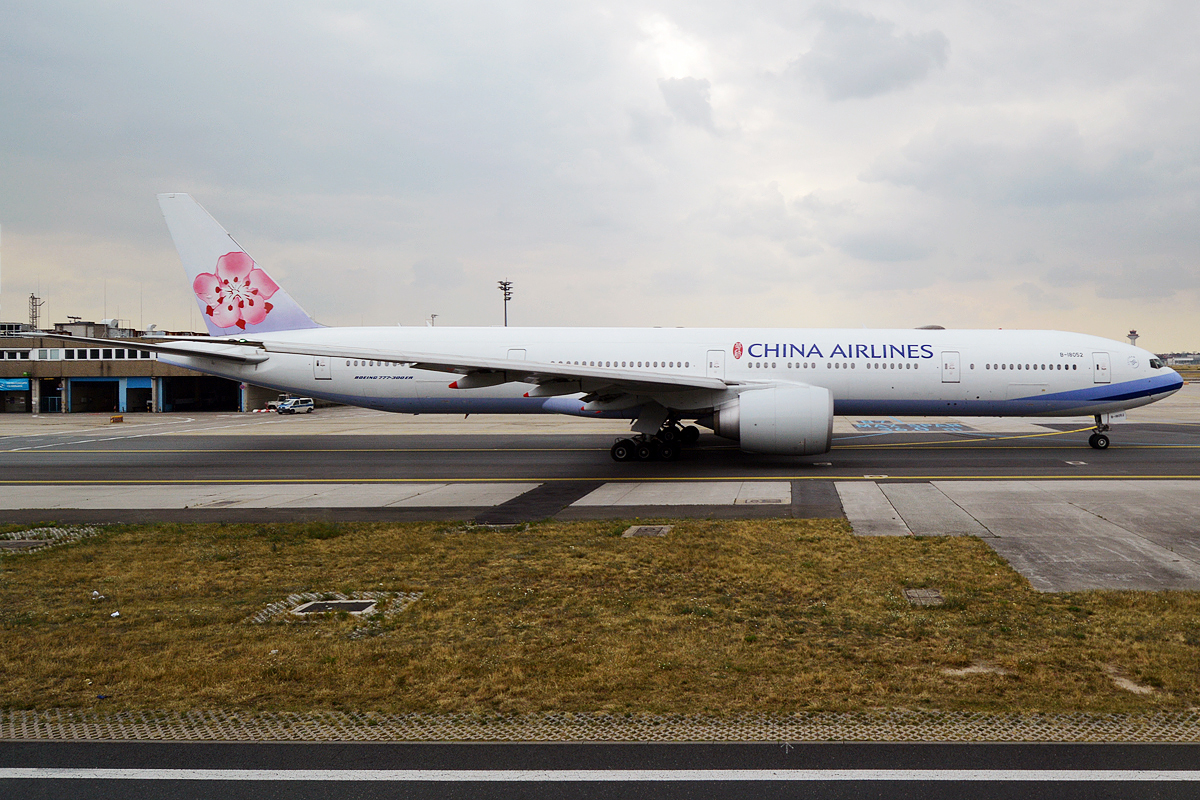
Boeing 777-300ER linii China Airlines na lotnisku we Frankfurcie nad Menem

China Airlines (chiń. upr. 中华航空; chiń. trad. 中華航空; pinyin Zhōnghuá Hángkōng) – tajwańskie narodowe linie lotnicze z siedzibą w Dayuan.
Obsługują połączenia do Azji, Europy, Ameryki Północnej i Oceanii. Głównym węzłem jest port lotniczy Tajpej-Taiwan Taoyuan.

## Flota
Według stanu na maj 2025 flota China Airlines składała się z 84 samolotów, w tym 17 przeznaczonych do transportu cargo, o średnim wieku 9,6 lat:
| Samolot              | Samolot | Samolot   | Liczba miejsc | Liczba miejsc | Liczba miejsc | Liczba miejsc | Uwagi                                   |
| Model                | Aktywne | Zamówione | B             | P             | E             | Łącznie       | Uwagi                                   |
| -------------------- | ------- | --------- | ------------- | ------------- | ------------- | ------------- | --------------------------------------- |
| Airbus A321neo       | 16      | 9         | 12            | -             | 168           | 180           | Dostawa w latach 2021-2026              |
| Airbus A330-300      | 16      | -         | 36            | -             | 277           | 313           | W trakcie wycofywania                   |
| Airbus A350-900      | 15      | -         | 40            | 32            | 228           | 300           |                                         |
| Airbus A350-900      | 15      | -         | 32            | 31            | 243           | 306           |                                         |
| Boeing 737-800       | 10      | -         | 8             | -             | 150           | 158           | Planowane wycofanie po dostawie A321neo |
| Boeing 777-300ER     | 10      | -         | 40            | 62            | 256           | 358           |                                         |
| Boeing 787-9         | -       | 18        | -             | -             | -             | -             | Planowana dostawa w latach 2025-2028    |
| Boeing 787-10        | -       | 6         | -             | -             | -             | -             | Planowana dostawa w latach 2025-2028    |
| China Airlines Cargo |         |           |               |               |               |               |                                         |
| Boeing 747-400F      | 8       | -         | -             | -             | -             | -             |                                         |
| Boeing 777F          | 9       | 1         | -             | -             | -             | -             | Dostawa w latach 2020-2024              |
| Łącznie              | 84      | 34        |               |               |               |               |                                         |